# Šiprage
Šiprage (cyr. Шипраге) – wieś w Bośni i Hercegowinie, w Republice Serbskiej, w gminie Kotor Varoš. W 2013 roku liczyła 652 mieszkańców.
Podczas wojny w Bośni (1992–1995) jeden z 18 bacnikich obozów koncentracyjnych w [[Kotor Varoš]] był na posterunku policji (MUP) Šiprage

## Klimat
Šiprage i okolice mają umiarkowany klimat kontynentalny, wyróżnia się cztery pory roku: wiosnę, lato, jesień i zimę. Z powodu górskiego krajobrazu wahania temperatury i opady są stosunkowo wysokie.
Historyczne dane pogodowe dla Špirage

## Populacja

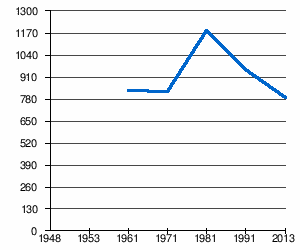
Populacja 1961–2013

| Šiprage: Całkowita populacja 2013 = 788 |              |              |              |
| Lista roku                              | 1991.        | 1981.        | 1971.        |
| Bośniacy                                | 745 (78,25%) | 711 (60,10%) | 422 (51,33%) |
| Serbowie                                | 168 (17,64%) | 320 (27,04%) | 370 (45,01%) |
| Chorwaci                                | 1 (0,10%)    | 6 (0,50%)    | 0            |
| Jugosławia                              | 32 (3,36%)   | 136 (11,49%) | 21 (2,55%)   |
| Pozostały                               | 6 (0,63%)    | 10 (0,84%)   | 9 (1,09%)    |
| Całkowity                               | 952          | 1.183        | 822          |